# Psychotria adpressipilis
Psychotria adpressipilis är en måreväxtart som beskrevs av Julian Alfred Steyermark. Psychotria adpressipilis ingår i släktet Psychotria och familjen måreväxter. Inga underarter finns listade i Catalogue of Life.